# ام‌بی‌سی پلاس
ام‌بی‌سی پلاس (کره‌ای: MBC 플러스; 엠비씨 플러스) شرکت رسانه‌ای کره‌ای است، که در سال ۱۹۹۳ تأسیس شد.